# Kémprogram
Kémszoftvernek, kémprogramnak (angolul spyware, ejtsd: szpájver) nevezzük az olyan, főleg az interneten terjedő számítógépes programok összességét, amelyek célja, hogy a felhasználó tudomása nélkül megszerezzék a megfertőzött számítógép felhasználójának személyazonosító, banki vagy más személyes adatait.
A megszerzett információkat általában bűncselekmények elkövetésére használják fel, mások nevében kötött szerződések és más kötelezettségek elvállalására, hamis személyazonosító okmányok készítésére, banki folyószámlák megcsapolására, szolgáltatások vagy üzleti kapcsolatok felmondására.
Enyhébb esetben böngészési szokásaink, érdeklődésünk, ízlésünk megfigyelése a cél, hogy az azoknak megfelelő ajánlatokkal keressenek meg bennünket (lásd még spam).
Feltelepülése általában észrevétlenül történik, a felhasználó figyelmetlenségének és a számítógép böngészőprogramja biztonsági hiányosságainak kiaknázásával. Léteznek magukat álcázó - trójaiakra hasonló - programok is, amik a felhasználó közreműködésével települnek egy rosszindulatú honlapról.
A kémprogramokat a számítógépes kártevők (angolul malware - malver) kategóriájába sorolhatjuk. Az ellenük való védekezés az összetett víruskereső programok, intelligens tűzfalprogramok, illetve spyware-ek ellen kifejlesztett specifikus programok segítségével történik. A megelőzésben nem elhanyagolható a felhasználó ébersége sem.

## Megfertőzés módjai
A kémprogramok nem feltétlen terjednek a vírusokhoz hasonló módon, mivel a fertőzött rendszerek nem próbálják automatikusan átjuttatni a szoftvert más számítógépekre. Ezek a programok általában a felhasználó megtévesztésével, vagy más programok sebezhetőségeit kihasználva terjednek. A legtöbb spyware a felhasználó tudomása nélkül, megtévesztésen alapuló technikával jut a rendszerbe. A megtévesztés egyik módja, hogy hasznos, a felhasználó számára szükséges programokba épülnek. Másik módszer a böngészőn keresztüli támadás. Mikor a felhasználó egy fertőzött weboldalra látogat, lefut a fertőző kód és a rendszerre települ a kártékony program.

## Hatása, viselkedése
Általában a fertőzött rendszer egyrészt bizonyos helyzetekben nem úgy működik, ahogy kellene, másrészt a gép teljesítménye is észrevehetően csökken. Egy spyware fertőzés lefoglalhatja a CPU-t, a merevlemezt, és a hálózatot is. Gyakori fagyások, rendszerösszeomlások szintén jellemezhetnek egy komolyabban fertőzött rendszert. Ilyen helyzetekben gyakran csak egy teljes, rendszerszintű újratelepítés segíthet.
Bizonyos típusú kémprogramok képesek kikapcsolni a tűzfalat és a vírusirtó programot is, ami több hasonló kártékony szoftver beáramlását eredményezheti. Vannak olyan kémprogramok is, amelyek kikapcsolják a rendszeren szintén megbújó konkurens kódokat, nehogy a felhasználó az egyre több gyanús jel hatására takarításba kezdjen.

## Eltávolítás, megelőzés
A mai antivírus programok nagy része antispyware programként is funkcionál, de léteznek külön spyware típusú kártevőkre szakosodott programok is. Sajnos az erősen fertőzött rendszereken általában már ezek a programok sem, csak a teljes újratelepítés segíthet.

## Szokások
Az antispyware programokon kívül számos más módon is védekezhetünk. Sok felhasználó lecserélte az Internet Explorer böngészőt, mondván, hogy nagyobb spyware-veszély fenyegeti a komolyabb felhasználói bázis és az ActiveX technológia veszélyei miatt.
Néhány internetszolgáltató is megpróbálta kezébe venni az ügyet, ismert támadó weboldalak letiltásával.
A felhasználó maga is tilthat különböző weboldalakat illetve hálózati kommunikációt. Erre való a tűzfal program, amellyel felügyelhető minden hálózati tevékenység.

## Külső hivatkozások
- Kémprogram linkgyűjtemény